# Arrondissement de Dieppe
L'arrondissement de Dieppe est une division administrative française située dans le département de la Seine-Maritime et la région Normandie. Il a été augmenté des huit cantons de l'arrondissement de Neufchâtel le 10 septembre 1926.

## Composition

### Composition avant 2015
Liste des cantons de l’arrondissement de Dieppe
- canton d'Argueil[Note 1] ;
- canton d'Aumale[Note 1] ;
- canton de Bacqueville-en-Caux ;
- canton de Bellencombre ;
- canton de Blangy-sur-Bresle[Note 1] ;
- canton de Cany-Barville ;
- canton de Dieppe-Est (et ancien canton de Dieppe);
- canton de Dieppe-Ouest ;
- canton d'Envermeu ;
- canton d'Eu ;
- canton de Fontaine-le-Dun ;
- canton de Forges-les-Eaux[Note 1] ;
- canton de Gournay-en-Bray[Note 1] ;
- canton de Londinières[Note 1] ;
- canton de Longueville-sur-Scie ;
- canton de Neufchâtel-en-Bray[Note 1] ;
- canton d'Offranville ;
- canton de Saint-Saëns[Note 1] ;
- canton de Saint-Valery-en-Caux ;
- canton de Tôtes.

### Découpage communal depuis 2015
Depuis 2015, le nombre de communes des arrondissements varie chaque année soit du fait du redécoupage cantonal de 2014 qui a conduit à l'ajustement de périmètres de certains arrondissements, soit à la suite de la création de communes nouvelles. Le nombre de communes de l'arrondissement de Dieppe est ainsi de 350 en 2015, 332 en 2016, 345 en 2017 et 343 en 2019.
Au 1er janvier 2024, l'arrondissement groupe les 343 communes suivantes :
1. Ambrumesnil
2. Ancourt
3. Ancourteville-sur-Héricourt
4. Angiens
5. Anglesqueville-la-Bras-Long
6. Anneville-sur-Scie
7. Ardouval
8. Argueil
9. Arques-la-Bataille
10. Aubéguimont
11. Aubermesnil-aux-Érables
12. Aubermesnil-Beaumais
13. Auberville-la-Manuel
14. Aumale
15. Auppegard
16. Autigny
17. Auvilliers
18. Auzouville-sur-Saâne
19. Avesnes-en-Bray
20. Avesnes-en-Val
21. Avremesnil
22. Bacqueville-en-Caux
23. Bailleul-Neuville
24. Baillolet
25. Bailly-en-Rivière
26. Baromesnil
27. Bazinval
28. Beaubec-la-Rosière
29. Beaussault
30. Beautot
31. Beauval-en-Caux
32. Beauvoir-en-Lyons
33. Bellencombre
34. Bellengreville
35. Belleville-en-Caux
36. La Bellière
37. Belmesnil
38. Bertheauville
39. Bertreville
40. Bertreville-Saint-Ouen
41. Bertrimont
42. Beuzeville-la-Guérard
43. Bézancourt
44. Biville-la-Baignarde
45. Biville-la-Rivière
46. Blangy-sur-Bresle
47. Blosseville
48. Le Bois-Robert
49. Bosc-Bérenger
50. Bosc-Hyons
51. Bosc-Mesnil
52. Bosville
53. Bouelles
54. Le Bourg-Dun
55. Bourville
56. Brachy
57. Bracquetuit
58. Bradiancourt
59. Brametot
60. Brémontier-Merval
61. Bully
62. Bures-en-Bray
63. Butot-Vénesville
64. Cailleville
65. Callengeville
66. Calleville-les-Deux-Églises
67. Campneuseville
68. Canehan
69. Canouville
70. Cany-Barville
71. Le Catelier
72. Le Caule-Sainte-Beuve
73. Les Cent-Acres
74. La Chapelle-du-Bourgay
75. La Chapelle-Saint-Ouen
76. La Chapelle-sur-Dun
77. La Chaussée
78. Clais
79. Clasville
80. Cleuville
81. Colmesnil-Manneville
82. Compainville
83. Conteville
84. Crasville-la-Mallet
85. Crasville-la-Rocquefort
86. Criel-sur-Mer
87. La Crique
88. Criquetot-sur-Longueville
89. Criquiers
90. Critot
91. Croisy-sur-Andelle
92. Croixdalle
93. Cropus
94. Crosville-sur-Scie
95. Cuverville-sur-Yères
96. Cuy-Saint-Fiacre
97. Dampierre-en-Bray
98. Dampierre-Saint-Nicolas
99. Dancourt
100. Dénestanville
101. Dieppe
102. Doudeauville
103. Douvrend
104. Drosay
105. Elbeuf-en-Bray
106. Ellecourt
107. Envermeu
108. Ermenouville
109. Ernemont-la-Villette
110. Esclavelles
111. Étaimpuis
112. Étalondes
113. Eu
114. Fallencourt
115. Ferrières-en-Bray
116. La Ferté-Saint-Samson
117. Fesques
118. La Feuillie
119. Flamets-Frétils
120. Flocques
121. Fontaine-en-Bray
122. Fontaine-le-Dun
123. La Fontelaye
124. Forges-les-Eaux
125. Foucarmont
126. Fréauville
127. Fresles
128. Fresnay-le-Long
129. Fresnoy-Folny
130. Freulleville
131. Fry
132. La Gaillarde
133. Gaillefontaine
134. Gancourt-Saint-Étienne
135. Gonnetot
136. Gonneville-sur-Scie
137. Gournay-en-Bray
138. Grainville-la-Teinturière
139. Grandcourt
140. Les Grandes-Ventes
141. Graval
142. Grèges
143. Greuville
144. Gruchet-Saint-Siméon
145. Grumesnil
146. Guerville
147. Gueures
148. Gueutteville
149. Gueutteville-les-Grès
150. La Hallotière
151. Le Hanouard
152. Haucourt
153. Haudricourt
154. Haussez
155. Hautot-l'Auvray
156. Hautot-sur-Mer
157. La Haye
158. Héberville
159. Hermanville
160. Le Héron
161. Heugleville-sur-Scie
162. Hodeng-au-Bosc
163. Hodeng-Hodenger
164. Houdetot
165. Les Ifs
166. Illois
167. Imbleville
168. Incheville
169. Ingouville
170. Lamberville
171. Lammerville
172. Landes-Vieilles-et-Neuves
173. Lestanville
174. Lintot-les-Bois
175. Londinières
176. Longmesnil
177. Longroy
178. Longueil
179. Longueville-sur-Scie
180. Lucy
181. Luneray
182. Malleville-les-Grès
183. Manéhouville
184. Manneville-ès-Plains
185. Marques
186. Martigny
187. Martin-Église
188. Massy
189. Mathonville
190. Maucomble
191. Mauquenchy
192. Melleville
193. Ménerval
194. Ménonval
195. Mésangueville
196. Mesnières-en-Bray
197. Le Mesnil-Durdent
198. Mesnil-Follemprise
199. Le Mesnil-Lieubray
200. Mesnil-Mauger
201. Le Mesnil-Réaume
202. Meulers
203. Millebosc
204. Molagnies
205. Monchaux-Soreng
206. Monchy-sur-Eu
207. Montérolier
208. Montreuil-en-Caux
209. Montroty
210. Morienne
211. Mortemer
212. Morville-sur-Andelle
213. Muchedent
214. Nesle-Hodeng
215. Nesle-Normandeuse
216. Neufbosc
217. Neufchâtel-en-Bray
218. Neuf-Marché
219. Neuville-Ferrières
220. Néville
221. Nolléval
222. Normanville
223. Notre-Dame-d'Aliermont
224. Notre-Dame-du-Parc
225. Nullemont
226. Ocqueville
227. Offranville
228. Oherville
229. Omonville
230. Osmoy-Saint-Valery
231. Ouainville
232. Ourville-en-Caux
233. Ouville-la-Rivière
234. Paluel
235. Petit-Caux
236. Pierrecourt
237. Pleine-Sève
238. Pommereux
239. Pommeréval
240. Ponts-et-Marais
241. Preuseville
242. Puisenval
243. Quiberville-sur-Mer
244. Quièvrecourt
245. Rainfreville
246. Réalcamp
247. Rétonval
248. Ricarville-du-Val
249. Richemont
250. Rieux
251. Rocquemont
252. Roncherolles-en-Bray
253. Ronchois
254. Rosay
255. Rouvray-Catillon
256. Rouxmesnil-Bouteilles
257. Royville
258. Saâne-Saint-Just
259. Sainte-Agathe-d'Aliermont
260. Saint-Aubin-le-Cauf
261. Saint-Aubin-sur-Mer
262. Saint-Aubin-sur-Scie
263. Sainte-Beuve-en-Rivière
264. Sainte-Colombe
265. Saint-Crespin
266. Saint-Denis-d'Aclon
267. Saint-Denis-sur-Scie
268. Sainte-Foy
269. Sainte-Geneviève
270. Saint-Germain-d'Étables
271. Saint-Germain-sur-Eaulne
272. Saint-Hellier
273. Saint-Honoré
274. Saint-Jacques-d'Aliermont
275. Saint-Léger-aux-Bois
276. Saint-Lucien
277. Saint-Maclou-de-Folleville
278. Saint-Mards
279. Sainte-Marguerite-sur-Mer
280. Saint-Martin-au-Bosc
281. Saint-Martin-aux-Buneaux
282. Saint-Martin-le-Gaillard
283. Saint-Martin-l'Hortier
284. Saint-Martin-Osmonville
285. Saint-Michel-d'Halescourt
286. Saint-Nicolas-d'Aliermont
287. Saint-Ouen-du-Breuil
288. Saint-Ouen-le-Mauger
289. Saint-Ouen-sous-Bailly
290. Saint-Pierre-Bénouville
291. Saint-Pierre-des-Jonquières
292. Saint-Pierre-en-Val
293. Saint-Pierre-le-Vieux
294. Saint-Pierre-le-Viger
295. Saint-Rémy-Boscrocourt
296. Saint-Riquier-en-Rivière
297. Saint-Riquier-ès-Plains
298. Saint-Saëns
299. Saint-Saire
300. Saint-Sylvain
301. Saint-Vaast-d'Équiqueville
302. Saint-Vaast-Dieppedalle
303. Saint-Vaast-du-Val
304. Saint-Valery-en-Caux
305. Saint-Victor-l'Abbaye
306. Sassetot-le-Malgardé
307. Sasseville
308. Sauchay
309. Saumont-la-Poterie
310. Sauqueville
311. Sept-Meules
312. Serqueux
313. Sigy-en-Bray
314. Smermesnil
315. Sommery
316. Sommesnil
317. Sotteville-sur-Mer
318. Thil-Manneville
319. Le Thil-Riberpré
320. Thiouville
321. Tocqueville-en-Caux
322. Torcy-le-Grand
323. Torcy-le-Petit
324. Tôtes
325. Touffreville-sur-Eu
326. Tourville-sur-Arques
327. Le Tréport
328. Val-de-Saâne
329. Val-de-Scie
330. Varengeville-sur-Mer
331. Varneville-Bretteville
332. Vassonville
333. Vatierville
334. Veauville-lès-Quelles
335. Vénestanville
336. Ventes-Saint-Rémy
337. Veules-les-Roses
338. Veulettes-sur-Mer
339. Vieux-Rouen-sur-Bresle
340. Villers-sous-Foucarmont
341. Villy-sur-Yères
342. Vittefleur
343. Wanchy-Capval

## Démographie
En 2022, l'arrondissement comptait 232 105 habitants.
| 1968    | 1975    | 1982    | 1990    | 1999    | 2006    | 2011    | 2016    | 2021    |
| ------- | ------- | ------- | ------- | ------- | ------- | ------- | ------- | ------- |
| 213 766 | 214 605 | 220 012 | 224 710 | 227 169 | 231 974 | 235 180 | 237 203 | 232 559 |

| 2022    | - | - | - | - | - | - | - | - |
| ------- | - | - | - | - | - | - | - | - |
| 232 105 | - | - | - | - | - | - | - | - |

## Sous-préfets
| Période          | Période        | Identité                                             | Fonction précédente | Observation             |
| ---------------- | -------------- | ---------------------------------------------------- | ------------------- | ----------------------- |
|                  |                |                                                      |                     |                         |
| 14 avril 1815    |                | Jean-Charles Costé                                   |                     |                         |
|                  |                |                                                      |                     |                         |
|                  |                | Félix Omer Le François de Drionville (1781-1849)     |                     |                         |
|                  |                |                                                      |                     |                         |
| 11 décembre 1825 | 1828           | Jean Jacques Henri Charles de Salviac de Viel-Castel |                     |                         |
|                  |                | …                                                    |                     |                         |
| 5 septembre 1847 |                | Alexis Bailleux de Marisy                            |                     | Révoqué en février 1848 |
| 12 juillet 1850  |                | Charles Philippe Adolphe Lepic                       |                     |                         |
| 9 mai 1852       | 1853           | Eugène Janvier de La Motte (1823-1884)               |                     |                         |
| 1884             |                | Olivier Sainsère                                     |                     |                         |
|                  |                | ...                                                  |                     |                         |
| mai 1936         | octobre 1940   | Raymond Moussinet                                    |                     |                         |
| octobre 1940     | novembre 1942  | Michel Saffier                                       |                     |                         |
| novembre 1942    | juillet 1943   | Jean-Pierre Abeille                                  |                     |                         |
| juillet 1943     | septembre 1944 | Marcel Colas                                         |                     |                         |
| septembre 1944   | octobre 1951   | Georges Le Sidaner                                   |                     |                         |
|                  |                | ...                                                  |                     |                         |
| août 2016        |                | Jehan-Eric Winckler                                  |                     |                         |